# Euríloc de Lúsies
Euríloc (en llatí Eurylochus, en grec antic Εὐρύλοχος) fou un militar arcadi nascut a Lúsies (Lusiae) a Arcàdia, membre de l'expedició dels deu mil.
Xenofont, que el menciona amb freqüència a l'Anàbasi, diu que en una ocasió, quan marxaven per territori dels carduquis (carduchii) el va protegir després que el seu escuder l'hagués abandonat. Va ser un dels delegats enviats per l'exèrcit a Anaxibi de Bizanci. Més endavant el menciona incitant als seus camarades a reclamar la paga que els devia el rei dels odrisis Seutes II.